# Лозаннский мирный договор (1912)
Лозаннский мирный договор 1912 года (итал. Trattato di Losanna; тур. Lozan Antlaşması), также договор в Уши (итал. Trattato di Ouchy; тур. Uşi Antlaşması) — договор между Италией и Османской империей (Турцией), завершивший итало-турецкую войну 1911—1912 годов. Был подписан 18 октября. По этому договору Италия получала фактический контроль над Триполитанией и Киренаикой при сохранении формальной власти Османской империи.

## Предыстория
Триполитанский вопрос на протяжении нескольких десятилетий являлся объектом дипломатических торгов между великими державами. В последней четверти XIX века и в начале XX века Италия добилась того, что те согласились с её претензиями на Триполитанию и Киренаику. Однако Италия оттягивала начало войны против Турции из-за неуверенности в своих возможностях.
Только в 1911 году, когда разразился агадирский кризис, который во второй раз противопоставил Францию Германии по вопросу о Марокко, итальянское правительство решило, что пришло время для захвата Ливии. 28 сентября 1911 года Италия выдвинула Османской империи ультиматум, требуя предоставить согласие на оккупацию Триполитании итальянскими войсками на том основании, что «Триполитания находится в состоянии беспорядка и заброшенности», которые Италия не может сносить «вследствие незначительности расстояния, отделяющего эту территорию от побережья Италии». Срок ультиматума истекал через сутки. До окончания этого срока османские власти ответили миролюбивой нотой, в которой выразили стремление разрешить конфликт путём дипломатии. Однако 29 сентября Италия объявила войну Османской империи. Турция заявила протест великим державам, но те рекомендовали ей принять требования Италии. Итальянское правительство, еще не завершив военные действия, опубликовало 5 ноября декрет об аннексии Триполитании и Киренаики. Османский протест, адресованный державам по этому поводу, остался безответным. Турция не получила поддержку ни от Антанты, ни от австро-германского блока.

## Переговоры
Через несколько недель после ультиматума 28 сентября 1911 года и начала итало-турецкой войны, министр иностранных дел Италии Антонино Сан-Джулиано инициировал переговоры при немецком посредничестве, по результатам которых Италия устанавливала политико-экономический протекторат над Ливией при сохранении формальной власти Османской империи. Против этого выступал глава итальянского правительства Джованни Джолитти, который требовал полного контроля Италии над Ливией, чтобы иметь возможность установить там любую форму правления, которую бы захотела Италия. Сан-Джулиано дополнительно столкнулся и с внешнеполитическими трудностями: Германия больше не гарантировала посредничество в итало-турецких переговорах, Австро-Венгрия вынудила Италию отказаться от захватов турецких территорий на побережье Адриатики и Ионического моря, во Франции начались протесты, которые привели после выступления президента Пуанкаре в законодательной палате 22 января 1912 года к дипломатическому кризису с Италией.
Тогда же Сан-Джулиано инициировал долгие переговоры с Австро-Венгрией по поводу оккупации принадлежавших Турции островов на Эгейском море, которые Италия желала использовать в качестве баз для противодействия перевозкам Турцией подкреплений и поставкам турецкого оружия в ливийские порты. Министр иностранных дел Австро-Венгрии Алоиз фон Эренталь возражал против оккупации, ссылаясь на статью 7 договора о заключении Тройственного союза, в соответствии с которой Италия и Австро-Венгрия обязывались при захвате территорий на Балканах или в Эгейском архипелаге договориться с другой стороной о территориальных вознаграждениях. Воспользовавшись тем, что параллельно шли переговоры о продлении Тройственного союза, Сан-Джулиано заявил, что если Германия не надавит на Австро-Венгрию в этом вопросе, Италия может выйти из союза.
Тем временем в феврале 1912 года Эренталь вышел в отставку, и его на посту министра иностранных дел Австро-Венгрии сменил более податливый Леопольд фон Берхтольд, который под влиянием Германии 6 апреля 1912 года показал уступчивость по отношению к Италии, а 26 апреля морской флот Италии начал захват Додеканеса.
12 июля 1912 года в Лозанне начались переговоры между Италией и Турцией, но вскоре они были сорваны из-за несовпадения позиций сторон. В августе 1912 года они возобновились на фоне обострения ситуации на Балканах.
Осенью разразилась Первая Балканская война. Опасаясь, что страна не выдержит войны на два фронта, правительство Османской империи согласилось на капитуляцию на условиях Рима. Италия же, которая надеялась стать арбитром на Лондонской конференции, стремилась завершить войну.

## Заключение договора и условия
Мирные переговоры завершились 15 октября 1912 года подписанием в Лозанне секретного прелиминарного договора, исходя из которого султан опубликовал фирман к населению Триполитании и Киренаики, где объявлял, что предоставляет ему полную автономию (при этом султан сохранял религиозное верховенство над этими территориями).
18 октября был заключен мирный договор между Италией и Османской империей. От итальянской стороны его подписали государственный советник и депутат парламента Гвидо Фузинато, депутат парламента Пьетро Бертолини и Джузеппе Вольпи; от турецкой — чрезвычайные посланники Мехмед Наби-бей и Румбейоглу Фахреддин-бей.
Лозаннский мирный договор, подписанный на основе прелиминарного мирного договора, устанавливал прекращение военных действий между сторонами и обязательство Турции вывести свою армию из Триполитании и Киренаики (статья 1). Под давлением великих держав Италия в свою очередь обязывалась эвакуировать оккупированный ею в 1912 году архипелаг Додеканес немедленно после вывода турецкой армии из Ливии (статья 2). В статье 8 Италия выражала готовность оказать Османской империи поддержку по вопросу об отмене режима капитуляций. Также Италия обязывалась выплатить Турции денежную сумму, примерно равную той части турецкого государственного долга, которая должна была быть погашена за счёт Триполитании и Киренаики (статья 10).
Лозаннский мирный договор и предшествующий ему прелиминарный мирный договор де-юре устанавливали кондоминиум Италии и Турции над Триполитанией и Киренаикой. Де-факто же эти территории были превращены в итальянскую колонию, вскоре переименованную в Ливию.

## Последствия
Лозаннский договор способствовал распаду Тройственного союза, так как после удовлетворения интересов в Северной Африке Италия стала активно соперничать с Австро-Венгрией на Балканах (прежде всего, в Албании).
В первые годы после заключения Лозаннского договора эти территории номинально оставались под османской юрисдикцией. Например, 5 мая 1915 года (ещё до того, как Италия объявила войну Турции после вступления в Первую мировую войну) султан назначил главу ордена сенуситов командующим мусульманскими силами в Ливии в ранге визиря.
Лозаннский мирный договор сохранял правовую силу вплоть до подписания Лозаннского договора 1923 года, по которому Турция окончательно отказывалась от Ливии.
После завоевания Ливии Италией там началась арабская партизанская война, которая была жестко подавлена только к середине 1930-х.
Италия, которая хоть и обязалась вывести свои войска с Додеканеса после завершения эвакуации турецких войск из Ливии, все же продолжала оккупацию островов вплоть до Второй мировой войны.